# Glenn Teixeira
Glenn Teixeira (29 december 1964) is een Surinaams musicus. Hij speelde in verschillende orkesten en muziekformaties.

## Biografie
Glenn Teixeira kreeg vanaf zijn negende les in klassiek gitaarspel aan de Volksmuziekschool. Zijn muziekleraar was Max Noordpool (de vader van Stanley Noordpool). Op zijn vijftiende leerde hij zichzelf basgitaar spelen. Toen hij zeventien was werd hij opgenomen in het filharmonisch orkest onder leiding van Eddy Snijders.
Teixeira speelde ook in andere formaties, zoals het SuriPop-orkest, South South West, de band van Sonny Khoeblal en De La Swing, en verder in tal van muziekprojecten van bekende Surinaamse artiesten. Daarnaast heeft hij zijn eigen band waarmee hij ook andere artiesten begeleidt, zoals de zangeres Régine Lapassion uit Frans-Guyana tijdens het Suriname Jazz Festival in 2018.